# Oculicosa supermirabilis
Oculicosa supermirabilis là một loài nhện trong họ Lycosidae. Chúng được Alexander A. Zyuzin miêu tả năm 1993, thường xuất hiện ở Kazakhstan, Uzbekistan và Turkmenistan.